# Ragnar Frisch
Ragnar Anton Kittil Frisch, född den 3 mars 1895 i Kristiania (nuvarande Oslo), död där den 31 januari 1973, var en norsk nationalekonom som 1969 tillsammans med Jan Tinbergen blev de första att erhålla Sveriges Riksbanks pris i ekonomisk vetenskap till Alfred Nobels minne. Han anses ofta ha grundat ämnesområdet ekonometri och att ha bildat termerna makroekonomi/mikroekonomi.

## Biografi
Frisch föddes som son till en guld- och silversmed. Samtidigt som han fortsatte i faderns fotspår började han på moderns inrådan att studera vid universitetet i Kristiania. Han valde ekonomi eftersom det verkade vara den snabbaste vägen. Han tog examen därifrån 1919 och fick snart ett stipendium för att studera ekonomi i Frankrike och England. Han vistades så lång tid i Frankrike att varje gång han kom tillbaka dit kändes det som att "komma hem igen". Åter i Norge publicerade han några uppsatser om sannolikhetsteori, men arbetade senare inom matematisk statistik.
År 1926 publicerade han en text om att det ekonomiska fältet borde följa samma utveckling som de andra naturvetenskapliga disciplinerna, till exempel fysik, vad gäller teoribildning och empiri. Fastän hans stipendium utökades så att han skulle kunna åka till Italien och Frankrike, åkte Frisch hem när hans fader dog och tog över smidesverksamheten. Under det närmaste året byggde han upp verksamheten igen genom att skaffa en juvelerare som kunde ta hand om affärerna åt honom. Han fortsatte dock att publicera vetenskapliga artiklar, och under 1927 och 1928 gav han ut en rad texter om tidsserier.
År 1931 blev han professor vid universitetet i Oslo och grundade dess ekonomiinstitution, med pengar från Rockefellerstiftelsen, som han tidigare fått ett stipendium från.
Under nazisternas ockupation av Norge under andra världskriget, sattes Frisch i fängelset Bredtvet i Oslo. Han fängslades den 17 oktober 1943. Andra som satt i Bredtvet vid samma tid var Johan Christian Schreiner, Odd Hassel, Johannes Andenæs, Carl Jacob Arnholm, Bjørn Føyn, Eiliv Skard, Harald K. Schjelderup och Anatol Heintz. 22 november 1943 fördes han över till ett annat fängelse i Tønsberg, Berg, och därefter slutligen mellan den 9 december 1943 och 8 oktober 1944 i Grini.
Frisch invaldes 1950 som utländsk ledamot av Kungliga Vetenskapsakademien. År 1961 fick han Antonio Feltrinelli-priset.
År 1920 gifte han sig med Marie Smedal och de fick ett barn, Ragna, tillsammans. År 1952 dog Frischs första fru. Året därpå gifte han om sig, med sin barndomsvän, språkforskaren Astrid Johannessen.

## Ekonomipris
1969 erhöll Frisch Sveriges Riksbanks pris i ekonomisk vetenskap till Alfred Nobels minne tillsammans med Jan Tinbergen. Motiveringen löd:
| ”                  | För utveckling och användning av dynamiska modeller för analys av ekonomiska förlopp. | „ |
| – Nobelstiftelsen. |                                                                                       |   |

Motiveringen syftade för Frischs del på hans arbete inom ekonometri.

## Betydelse
Frisch anses vara en av grundarna av ekonomi som modern vetenskap. Han gjorde flera stora insatser i ämnet och myntade flera nya ord, inklusive ekonometri, makroekonomi respektive mikroekonomi (i sin studie av affärscykler), och flow-input, point-output..

## Utmärkelser
- Ekonomie hedersdoktor vid Handelshögskolan i Stockholm (ekon. dr h.c.) 1959